# Grădina
Grădina est une commune du județ de Constanța en Roumanie.